# Rinspeed zaZen

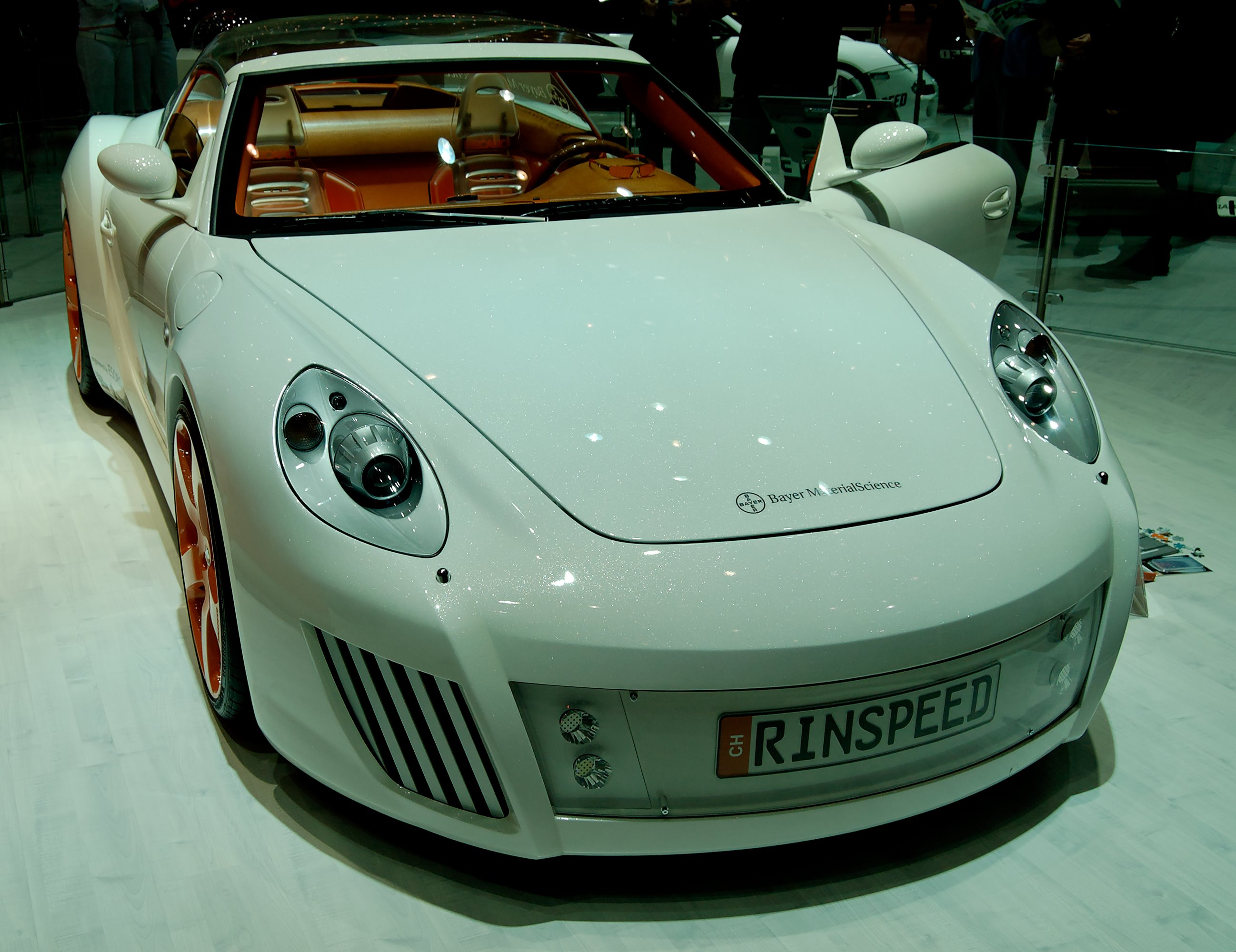
El Rinspeed zaZen en el Salón del Automóvil de Ginebra en 2006.

El Rinspeed zaZen es un prototipo de automóvil fabricado por la marca suiza Rinspeed que se mostró por primera vez en el Salón del Automóvil de Ginebra de 2006. Está basado en la plataforma del Porsche 911 997 Carrera S y fue desarrollado en colaboración con Bayer MaterialScience. 
El zaZen es propulsado por un motor bóxer de seis cilindros y 3824 cc de cilindrada que desarrolla una potencia máxima de 355 CV (261 kW) a 6600 rpm. Este coche es capaz de acelerar de 0 a 100 km/h en 4,8 segundos y alcanzar la velocidad máxima de 293 km/h.